# Анафи
Анафи (грчки грч. ) је једно од острва у групацији Киклада у Грчкој. Управно острво припада округу Санторини у оквиру Периферији Јужни Егеј, где са околним острвцима и хридима чини засебну општину.

## Природни услови
Анафи је једно од острва Киклада средње величине, удаљено око 200 km југоисточно од Атине. Острво је слабо разуђено и планинско у већем делу. Клима је средоземна и веома сушна. Биљни и Животињски свет су такође особени за ову климу, а од гајених култура доминира маслина.

## Историја
За Анафи, као и за целокупне Кикладе, је необично важно раздобље касне праисторије, тзв. Кикладска цивилизација, зависна и блиска Критској. Иза Кикладске цивилизације су данас остале бројне фигурине-идоли, везане за загробни живот. Током старе Грчке Анафи је био веома важном делу Грчке. После тога острвом је владао стари Рим, а затим и Византија. 1204. године после освајања Цариграда од стране Крсташа Киклади потпадају под власт Млечана, под којима остају вековима, до средине 16. века, када нови господар постаје османско царство. Иако становништво Анафија није било превише укључено у Грчки устанак 20их година 19. века, оно је одмах припало новооснованој Грчкој. Међутим, у 20. веку долази до исељавања месног становништва. Последњих деценија ово је донекле умањено развојем туризма.

## Становништво
Главно становништво на Анафију су Грци. Анафи спада у најређе насељена острва међу значајинијим острвима Киклада.

## Привреда
Привреда Анафија се заснива на туризму и поморству, а мање на традициналној пољопривреди (јужно воће, маслине).